# Вестра-Рингшён
Вестра-Рингшён (Вестер-Рингшён, швед. Vestra Ringsjön) — озеро на юге Швеции, в центральной части лена Сконе. Расположено на территории округа Хёэр в 6 км к югу от города Хёэр. С юга соединено узкой протокой с соседним озером Эстра-Рингшён. Из северной оконечности озера вытекает река Рённе.
Площадь Вестра-Рингшён — 14,8 км². Площадь его водосборного бассейна (включая бассейн Эстра-Рингшёна) равна 347 км². Объём составляет 46,6 млн м³. Средняя глубина — 3,1 м, максимальная достигает 5,4 м. Высота над уровнем моря — 53 м.
Вестра-Рингшён является резервным источником питьевой воды для жителей Сконе. Используется, если водный туннель, соединяющий озеро Больмен с заводом по очистке воды в Стехаге, перестаёт работать, что происходило в 2009 году, когда туннель был практически полностью заблокирован после обрушения.
В озере обитают следующие виды рыб: речной окунь, обыкновенный лещ, верховка, щука, судак, сазан, налим, плотва, радужная форель, карась, красноперка, сиг, линь, угорь и кумжа. В Вестра- и Эстра-Рингшёне уже давно наблюдается перенаселение карпа и плотвы, что привело к увеличению цветения водорослей, и в 2005 году начались работы по удалению 80 % популяции этих видов из озера.
Многие журавли делают остановки на Вестра- и Эстра-Рингшёне во время миграции в северные районы Швеции. Обычно они прибывают к озеру в конце марта.
В зимнее время Рингшён является популярным местом для ледового яхтинга и привлекает посетителей со всей Европы. Чемпионат Европы по ледовому яхтингу проходил на Рингшёне в 2006 году. Ежегодно на берегу озера проводятся велосипедные соревнования под названием «Вокруг Рингшёна» (швед. Ringsjön Runt). Они привлекают в среднем 4000 — 5000 велосипедистов и проводится уже более сорока лет. Трасса состоит из четырёх кругов вокруг Вестра- и Эстра-Рингшёне; один круг составляет 35 км в длину.